# Kodaňská kritéria
Kodaňská kritéria jsou podmínky, které musí splňovat stát vstupující do Evropské unie.
Rozhodla o nich Evropská rada 22. června 1993 v Kodani při přípravě na rozšíření Evropské unie.
Tato kritéria byla potvrzena i na zasedání Evropské rady v Madridu v prosinci 1995. Zde byla navíc doplněna podmínka převzetí legislativy EU neboli acquis communautaire.

## Kritéria členství v Evropské unii
Během jednání s každou kandidátskou zemí je pravidelně sledován pokrok při plnění kodaňských kritérií. Na základě toho se rozhoduje o tom, zda a kdy by měla konkrétní země vstoupit do EU, případně jaké kroky je třeba podniknout, než bude vstup možný. 
Kritéria členství v Evropské unii jsou definována třemi dokumenty:
- Maastrichtská smlouva z roku 1992 (článek 49)
- Prohlášení Evropské rady z června 1993 v Kodani, tj. kodaňská kritéria – podrobněji popisující obecnou politiku
  - politická
  - ekonomická
  - legislativní
- Rámec pro jednání s konkrétním kandidátským státem
  - konkrétní a podrobné podmínky
  - prohlášení zdůrazňující, že nový člen nemůže zaujmout své místo v Unii, dokud nebude zváženo, jestli má samotná EU dostatečnou „absorpční kapacitu“, aby se tak stalo

## Geografická kritéria
Článek 49 (dříve článek O) Smlouvy o Evropské unii (SEU) nebo Maastrichtská smlouva stanoví, že o přistoupení může požádat každá evropská země, která respektuje zásady EU. Klasifikace zemí jako evropských „podléhá politickému posouzení“ ze strany Komise a co je důležitější – Evropské rady.
V roce 1987 Maroko požádalo o vstup do Evropských společenství (předchůdce Evropské unie). Žádost byla zamítnuta s odůvodněním, že Maroko není považováno za „evropskou zemi“, a proto nemůže do ES vstoupit.
V roce 2004 do EU vstoupil Kypr i přes svou geografickou polohu jižně od Malé Asie.
Ačkoli mimoevropské státy nejsou považovány za způsobilé stát se členy, mohou se těšit různému stupni integrace s EU, jak je stanoveno v mezinárodních dohodách.

## Kodaňská kritéria
Kodaňská kritéria se člení do tří skupin.

### Politická kritéria
- Institucionální stabilita
- Demokracie a právní stát
- Dodržování lidských práv a respektování menšin

### Ekonomická kritéria
Ekonomická kritéria obecně vyžadují, aby kandidátské země měly fungující tržní ekonomiku a aby jejich výrobci byli schopni vyrovnat se s konkurenčním tlakem a tržními silami v rámci Unie. K přípravě zemí na vstup do eurozóny, jak zakládajících, tak pozdějších členů, byla použita maastrichtská kritéria a Evropský mechanismus směnných kurzů.

### Legislativní kritéria
A konečně, technicky mimo kodaňská kritéria, přichází další požadavek. Všichni budoucí členové musí své zákony sladit se souborem evropského práva vytvořeného v průběhu historie Unie, známým jako acquis communautaire. Při přípravě na každé přijetí je acquis rozděleno do samostatných kapitol, z nichž každá se zabývá jinou oblastí politiky. Proces pátého rozšíření, který skončil přijetím Bulharska a Rumunska v roce 2007, měl 31 kapitol. Pro rozhovory s Chorvatskem, Tureckem a Islandem bylo acquis dále rozděleno do 35 kapitol.